# موضع ظهر المؤذن الأثري
يقع مَوْضِعُ ظَهْرِ المُؤَذِّنِ الأَثَرِيُّ، المسمى أيضا قَشْقُوش، على رَبْوَةِ ظهر المؤذن المُشْرِفَةِ على وادي لاو في شمال المغرب الأقصى، وهي عن يمين الطريق الفرعية الـ4105 للقاصد إلى تَلَمْبُوطَ وأَقْشُور على نحو 9 كيلومترات من مصب نهر لاو في البحر الأبيض المتوسط وارتفاعها عن سطح البحر نحو 60 مترا. كان اكتشافه سنة 1408 (1988 مـ) ولم يُباشَرِ التنقيبُ فيه إلا سنة 1412 (1992 مـ) حيث كشفت أربعةُ أَسْبُرٍ عن وجود اجتماع بشري قديم بين القرنين الثامن والسادس قبل ميلاد المسيح يجمع في عيشه بين الزراعة والرعي.